# Hotel Anglo-Hispano
El Hotel Anglo-Hispano es un edificio histórico en Algeciras (provincia de Cádiz, Andalucía, España). Se encuentra situado en la denominada banda del río junto a la desembocadura del río de la Miel y en las estribaciones de la Villa Vieja. 

## Historia
Este edificio, que funcionó como hotel desde finales del siglo XIX hasta los años ochenta del siglo XX, fue escenario de varios de los principales acontecimientos de la historia de Algeciras durante el último siglo. En 1906 fue el lugar elegido, al igual que el cercano Hotel Reina Cristina, por gran parte de las delegaciones presentes en la Conferencia de Algeciras para su estancia en la ciudad. 

## Características
El edificio de estilo ecléctico consta de tres plantas edificadas sobre un basamento para salvar el denivel del terreno y articuladas en torno a un patio central a través del cual puede accederse a las diferentes estancias a través de unas elegantes escaleras. Sobria de aspecto, la fachada posee en su planta baja una puerta de acceso y ventanas adinteladas con pequeños elementos decorativos que se corresponden con el antiguo hall del hotel. 
Las plantas segunda y tercera, pertenecientes a las habitaciones tienen ventanas exentas de decoración y balcones de fundición de estilo colonial que sustituyeron en una remodelación realizada en la década de 1950 al cierre metálico que tuvieron desde su construcción. La terraza del edificio repite un elemento constructivo muy presente en la ciudad con una barandilla metálica sujeta por varios pilotes de mampostería que hasta los años 1920 sostenían grandes jarrones metálicos.

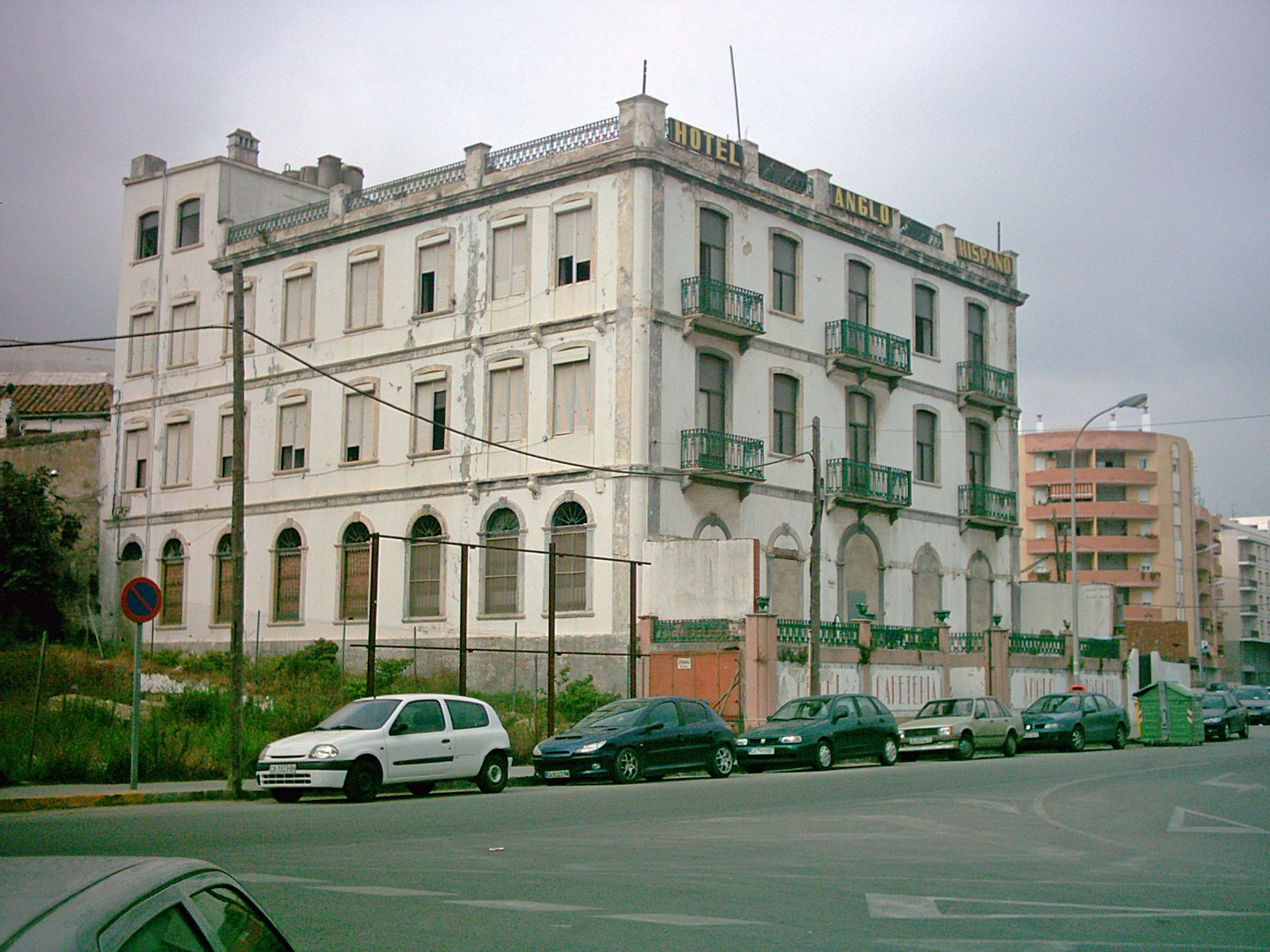
El edificio antes de su restauración (2005).

Los entornos del hotel son igualmente singulares. Desde el lateral izquierdo del edificio es posible acceder al Patio del Coral, singular conjunto de viviendas construidas sobre las antigua Puerta del Mar de la medina árabe. Hacia el mar, en la misma avenida se encuentra el edificio del Kursaal, moderna construcción obra de Guillermo Pérez Villalta y actualmente Palacio de exposiciones. 
Durante 2007 el ayuntamiento de Algeciras realizó una modificación puntual de su Plan General de Ordenación Urbana (PGOU) con el objetivo de cambiar los usos contemplados por éste para la parcela que ocupa el edificio. El objetivo de este cambio era, vistos los elevados costes de restauración del edificio, permitir la compra de la construcción por parte de una empresa privada que se haría cargo de la obra. De este modo dentro de la ordenación de la ciudad el Hotel Anglo-Hispano pasó de ser una parcela de uso público a uso privado. Así fue posible la restauración del edificio en 2008 y su transformación en edificio de oficinas y despachos de abogados  con el nombre de Bufete Anglo-Hispano. Aunque actualmente, en el edificio se encuentra el denominado Consulado General del Reino de Marruecos. La recuperación del edificio fue acompañada por la urbanización de la desembocadura del río de la Miel con la construcción de un parque urbano denominado Paseo del Río de la Miel, inaugurado en 2010 y que puso en valor el edificio y las zonas adyacentes.